# Пелагіївський
Пелагі́ївський — проміжна залізнична станція Донецької дирекції Донецької залізниці.
Розташована в селищі Пелагіївка, Торезька міська рада, Донецької області на лінії Чорнухине — Торез між станціями Розсипна (5 км) та Торез (7 км). Від Пелагіївського йде розгалуження в напрямку Безчинської, найближча станція Дронове (4 км).
Через військову агресію Росії на сході України транспортне сполучення припинене.